# 2016年沙烏地阿拉伯駐伊朗大使館襲擊事件

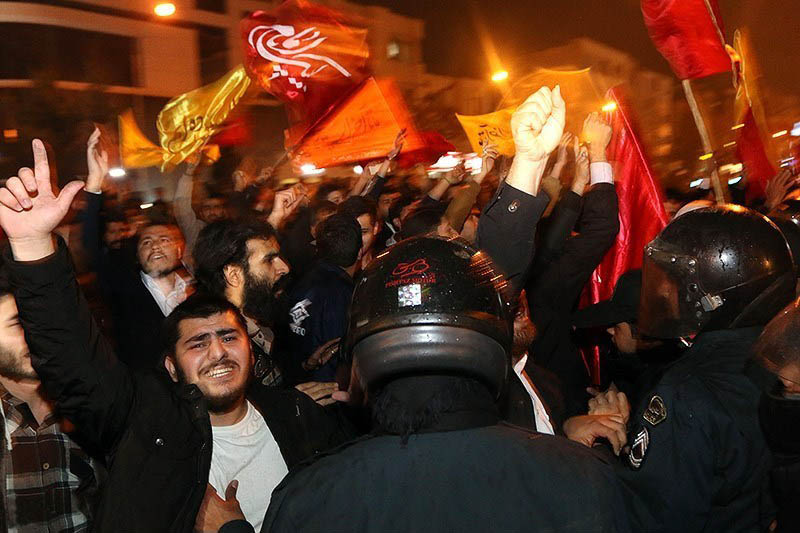
2016年沙烏地阿拉伯駐伊朗大使館襲擊事件

2016年沙烏地阿拉伯駐伊朗大使館襲擊事件是2016年1月2日伊朗抗议者为抗议沙特阿拉伯处决什叶派人物尼姆爾·尼姆爾而袭击位於德黑兰的沙特阿拉伯驻伊朗大使馆和沙特阿拉伯驻马什哈德领事馆，并洗劫這些建築。抗議者向大使馆建築投擲燃烧瓶。袭击发生後，警察赶到现场，驱散了使馆内的抗议者，并扑灭了大火。 
此次袭击遭到了伊朗最高领袖阿里·哈梅內伊和伊朗总统哈桑·鲁哈尼的谴责。  1 月24日， 伊朗當局逮捕了约100名参与袭击的群眾。 
袭击发生后，沙特外交大臣阿德尔·朱拜尔宣布，沙特阿拉伯将与伊朗断绝外交关系，同時該國召回驻德黑兰的外交官，并宣布伊朗驻利雅德的伊朗外交官為不受歡迎人物，并命令他们在48小时内离开沙特。 
1月4日，阿德尔·朱拜尔又表示，他们将切断与伊朗的所有貿易外來以及空中交通。此外，沙特政府还禁止該國公民前往伊朗旅行。不過伊朗的穆斯林仍可在朝觐和副朝覲期間前往麦加和麦地那朝覲。 